# Rechtsstaat

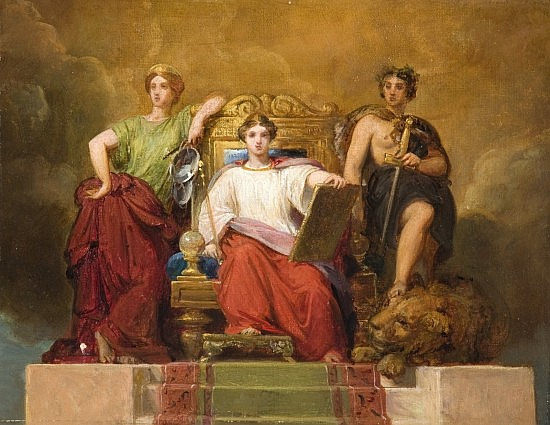
Das Gesetz – zwischen Gerechtigkeit und Macht, Allegorie von Dominique Antoine Magaud (1899)

Ein Rechtsstaat ist ein Staat, der allgemein verbindliches Recht schafft und zudem seine eigenen Organe zur Ausübung der staatlichen Gewalt an das Recht bindet. Als Gegenbegriff gilt der Unrechtsstaat oder später der Polizeistaat.
Die verfassungsmäßige Bindung durch Recht und Gesetz legitimiert das Handeln einer Regierung, Gesetzgebung oder Verwaltung und schützt vor staatlicher Willkür. Das Prinzip des Rechtsstaats zielt damit auf Maßhaltung bei allem staatlichen Handeln ab, verhilft aber gleichzeitig dazu, im Rahmen der Verfassung gesetzte Staatsziele zu verwirklichen. Mit dieser Beschränkung eröffnet die Staatsverfassung dem Einzelnen die Freiheit, seinen durch die Grundrechte garantierten Handlungsspielraum zu nutzen. Ziel dabei ist die Gewährleistung von Gerechtigkeit im Verhältnis der Bürger untereinander, weil sie sich unter einem allgemeinen Gesetz der Freiheit vereinen.
Rechtsstaatlichkeit ist eine der wichtigsten Forderungen an ein politisches Gemeinwesen und dient zusammen mit anderen Strukturierungen (z. B. dem Subsidiaritätsprinzip) einer Kultivierung der Demokratie.

## Rechtsstaatsprinzip
Von großer Bedeutung ist das Rechtsstaatsprinzip. Es bringt einen überragenden Grundsatz zum Ausdruck, der zudem einen übergreifend wirksamen Staatsmodus umfasst. Das gesamte Staatshandeln ist daran gebunden. Zugrunde liegt damit der Primat des Rechts, dessen funktionale Einzelelemente die Rechtsbindungswirkung und der Gesetzesvorbehalt zum Ausdruck bringen. Das Rechtsstaatsprinzip zielt auf die Bindung und Begrenzung öffentlicher Gewalt zum Schutz individueller Freiheit und ist durch eine Vielzahl einzelner Elemente geprägt, die in Art. 20 Abs. 2 Satz 2 und Abs. 3 GG nur teilweise normativ verankert sind.
In der Bundesrepublik Deutschland ist das Rechtsstaatsprinzip eines von mehreren Verfassungsprinzipien des Grundgesetzes. Im Gegensatz zum Demokratie-, Republik- oder Sozialstaatsprinzip (vgl. insoweit Art. 20 GG) fand der Gedanke der Rechtsstaatlichkeit im Grundgesetz allerdings keinen unmittelbar determinierten Niederschlag, unterliegt vielmehr einer „sprachlichen Offenheit“. In der Verfassungsurkunde lässt sich das Rechtsstaatsprinzip lediglich in Form von Einzelausprägungen nachweisen. Nach einhelliger Meinung wurde das Rechtsstaatsprinzip zwischen den Zeilen „gesetzt“ und das Bundesverfassungsgericht erläutert, dass die „Gesamtkonzeption des Grundgesetzes“ auf den Rechtsstaatsgedanken ausgerichtet sei, sodass sich dieser letztlich in einer Vielzahl von Fundstellen wiederfände.
Allein Art. 28 Abs. 1 Satz 1 Grundgesetz, die sogenannte Homogenitätsklausel und seit 1992 in der auf die Europäische Union ausgerichteten „Struktursicherungsklausel“ des Art. 23 Abs. 1 Satz 1 GG erwähnen den Rechtsstaatsbegriff überhaupt. Diese positivgesetzlichen Hinweise genügen allerdings nicht als rechtlicher Maßstab für eine unmittelbare Subsumtion seines Wesensgehaltes. Der Rechtsstaatsbegriff muss daher konkretisiert werden und ist ausfüllungsbedürftig.

## Begriff

### Grundlagen
Der Rechtsstaatsbegriff ist in der deutschen rechtspolitischen und rechtsphilosophischen Diskussion um 1800 entstanden und hat seitdem eine eigenständige und spezifische Entwicklung im deutschen Sprachraum genommen. Er erlangte zunächst Bedeutung in den Auseinandersetzungen um den Übergang von der ständischen Gesellschaft des Ancien Régime zur konstitutionellen Monarchie und lebte auch von der Abgrenzung vom feudalen sogenannten Polizei- oder Wohlfahrtsstaat.
Auffällig im Vergleich mit ähnlichen Konzepten in westeuropäischen und nordamerikanischen Ländern ist, dass das deutsche Rechtsstaatskonzept nicht mit Volks- beziehungsweise Parlamentssouveränität verbunden war, sondern lange Zeit noch die Monarchen als gottgegeben hinnahm und nur deren Macht begrenzen wollte. Eine aktuell weiterhin bedeutsame Kontroverse ist die um ein formelles oder materielles Rechtsstaatsverständnis und das Verhältnis des Rechtsstaates zu Gesetzespositivismus und Antipositivismus, insbesondere in Bezug zum Rechtsstaatsverständnis im Nationalsozialismus.

### Vorläufer der Wort- und Begriffsgeschichte

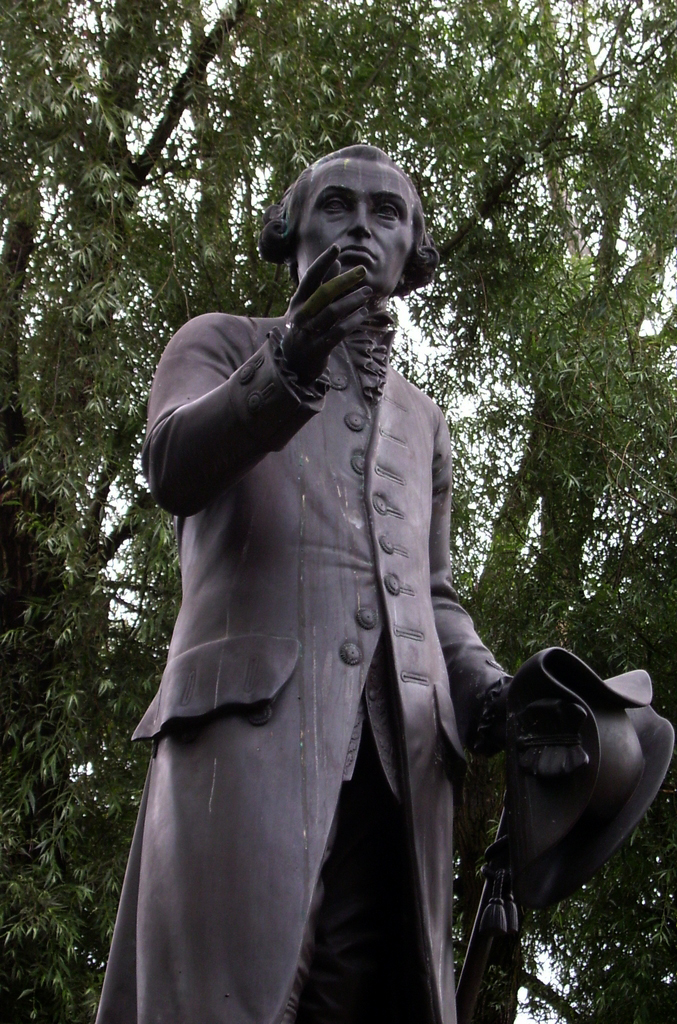
Immanuel Kant – nach Placidus ein Rechtsstaatslehrer avant la lettre

Das Wort „Rechtsstaat“ ist die deutsche Version des englischen Wortes Laws Empire, das James Harrington in seinem Werk The Commonwealth of Oceana (1656) in die Staatstheorie einführte und mit dem er das Bild eines Staates verband, in dem die Gesetze herrschen sollten. In Deutschland hat der Begriff des Rechtsstaates einen Vorläufer in Johann Wilhelm Placidus (Johann Wilhelm Petersen). Placidus bezeichnete 1798 in seiner Literatur der Staatslehre die vernunftrechtliche Staatstheorie Immanuel Kants, der vom „Rechtsstaat“ selbst noch nicht sprach, sowie dessen Anhänger als die kritische Schule oder Schule der Rechts-Staats-Lehrer. Vermittels des 1797 entstandenen Werkes Metaphysik der Sitten steht Kant in Deutschland wohl am Anfang der Begriffsgeschichte, denn das Werk thematisierte die bürgerlichen Rechte und die Gesetzmäßigkeit der Verwaltung, gegen die der Bürger sich aufgrund von Verfahrensrechten sollte wehren dürfen; mithin waren sowohl materielle wie formelle Merkmale eines Rechtsstaatsverständnisses vorweggenommen. Diese „kritische“ Schule stand im Gegensatz zur eudämonistischen Staatslehre oder der – wie Placidus sagte – Schule der „Staatsglückseeligkeitslehrer oder politischen Eudämonisten“. Placidus teilte diese Opposition der Kritischen Schule gegenüber den Eudämonisten im Grundsatz und bezeichnet Kant als den „unsterblichen Urheber des kritischen Systems“. Aber er machte auch bereits entscheidende Einwände gegen die kantianische Lehre: Erstens gegen die Vernachlässigung der „Erfahrung“ (im Sinne der empirie-orientierten britischen Philosophie und Wissenschaftstheorie) und zweitens gegen die politische Konsequenz, die aus Kants transzendentaler statt demokratischer Begründung des Rechts und der Staatsgewalt folgt: nämlich gegen Kants „Verdammlichkeit jedes Aufstandes“ der Bürger gegen den Staat.
Damit wurde Placidus freilich nicht schulbildend für den Begriff des Rechtsstaats. Dieses Wort (in der heutigen Schreibweise) wurde erstmals (und zwar in affirmativer Verwendung) durch den Romantiker Adam Müller bekannt, einen Anhänger der absoluten Monarchie: Müller spricht vom „wahre[n] organische[n] Rechtsstaat“ und macht damit einen impliziten Gegensatz zum ‚unwahren‘ bzw. ‚unorganischen‘ (Rechts)Staat auf. In diesem Sinne nimmt Müller eine Unterscheidung zwischen einerseits „einseitigen“ und andererseits „organischen, lebendigen Staaten“ vor: „Staaten, welche die Natur bloß für den Handel, oder bloß für den Ackerbau, oder bloß für den momentanen Krieg mit physischen Waffen abgerichtet hat, sind einseitige, vorübergehende, unorganische Staaten; denn ihnen fehlt das eigentliche Kennzeichen des Lebens, das, was dem Staat Dauer und wahre Haltung giebt, […], die große Spur der wachsenden Rechts-Idee“.

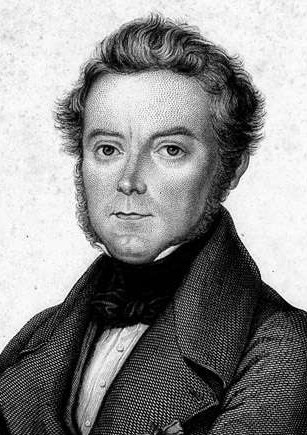
Robert von Mohl sorgte mit seinem Buch Die Polizei-Wissenschaft nach den Grundsätzen des Rechtsstaats für die weite Verbreitung des Wortes „Rechtsstaat“

Hier sind in der Tat zwei für die weitere Begriffsgeschichte wichtige Gedanken ausgesprochen: 1. ein idealistisches Rechtsverständnis („große Spur der wachsenden Rechts-Idee“) und 2. die staatsaffirmative Wendung des Rechtsstaatskonzeptes (die „Rechts-Idee“ gibt „dem Staat Dauer und wahre Haltung“), die aber beide in der weiteren Begriffsgeschichte nicht unumstritten blieben.
In dieser erhielt das Wort als Nächstes im 19. Jahrhundert eine liberale Wendung gegen die absolute Monarchie, aber immer noch nicht für demokratisch-republikanische Verhältnisse, sondern für die konstitutionelle, nicht einmal parlamentarische Monarchie. In diesem Sinne wird das Wort von den führenden Vertretern des süd(west)deutschen Liberalismus, Carl Theodor Welcker, Johann Christoph von Aretin und Karl von Rotteck verwendet, ohne bereits eine große Verbreitung zu erlangen. Diese setzt vielmehr – nach weitgehend übereinstimmender Einschätzung in der späteren Literatur – erst mit den Schriften von Robert von Mohl ein, der das Wort wohl als erster im Rahmen eines Buchtitels verwendet. Robert von Mohls 1840 erschienenes Werk Staatsrecht des Königreichs Württemberg verortet den Rechtsstaatsbegriff auf dem Begriffspaar Menschenrechte und Gewaltenteilung. Freiheit und Eigentum als Menschenrechte bilden den Ausgangspunkt für Eingriffsgesetze des Staates, die legitimiert wiederum allein durch das vom Bürger gewählte Parlament. Seiner Ansicht folgend, formulieren sich Rechte aus der „vernünftigen Einsicht“ heraus, gegenbegrifflich zu den Staatsformen der Theokratie und der Despotie.
Robert von Mohl behält die Präferenz für die konstitutionelle Monarchie bei. Für ihn ist der Rechtsstaat (auch wenn er dessen Verbindung mit Demokratie, Aristokratie und auch absoluter Monarchie ebenfalls für möglich hält) doch „namentlich […] die Einherrschaft mit Volksvertretung“, also die deutsch-konstitutionelle (nicht britisch-parlamentarische) Monarchie. Das englische Beispiel der „repräsentative[n] Demokratie“, in der die Krone weitgehend entmachtet ist (der Begriff „Demokratie“ war angesichts der damaligen Wahlrechtsregelungen allerdings übertrieben), sei „während der französischen Umwälzungstürme nur zu häufig nachgeahmt“ worden, bedauerte Mohl.

### Spätere Lehren zum Rechtsstaatsbegriff
Während geklärt ist, dass „Rechtsstaat“ in der eben beschriebenen Weise ein deutsches Erbwort ist, das in verschiedene andere Sprachen entlehnt worden ist, ist in der neueren Forschung umstritten, ob auch das Konzept „Rechtsstaat“ spezifisch deutsch ist oder begriffliche Entsprechungen in anderen Ländern, insbesondere im angelsächsischen Raum, hat.

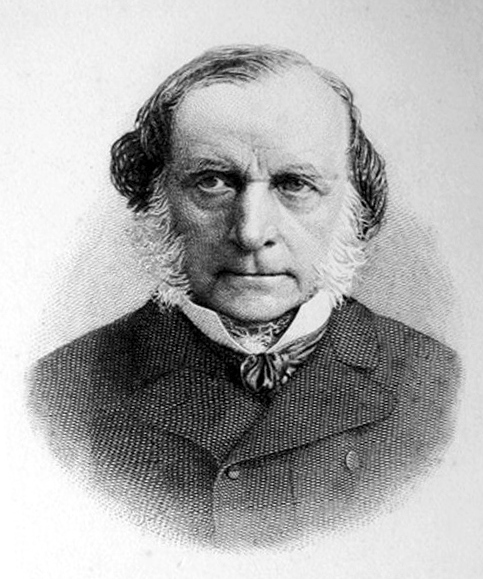
Lorenz Stein: „Man muß zunächst davon ausgehen, dass Wort und Begriff des ‚Rechtsstaates‘ spezifisch deutsch sind.“

Die klassische Sichtweise formulierte in den 1860er Jahren Lorenz Stein: „Man muß zunächst davon ausgehen, dass Wort und Begriff des ‚Rechtsstaates‘ spezifisch deutsch sind. Beide kommen weder in einer nicht deutschen Literatur vor, noch sind sie in einer nicht deutschen Sprache correct wieder zu geben.“
Mehr als 100 Jahre später musste Richard Bäumlin dies nur wenig ergänzen: Auch er stellte fest, dass sich der deutsche Rechtsstaat von vornherein von der britischen rule of law unterscheidet, aber er musste nunmehr hinzufügen: „Übersetzungen wie État de Droit im Französischen und Estado de Derecho im Spanischen sind von der deutschen Staatsrechtslehre (insbesondere über G. Jellinek und C. Schmitt) inspiriert und verbinden sich z. T. (etwa in Italien, Spanien und Lateinamerika) mit der Forderung nach vor allem ökonomischen Rest-Freiheiten unter autoritären Regierungsformen.“
Lorenz Stein hatte nicht nur den „spezifisch deutsch[en]“ Charakter des Rechtsstaats festgestellt, sondern auch diese Spezifik des deutschen Rechtsstaats näher ausgeführt: Es sei die prekäre Stellung des Gesetzes in Deutschland. Die Idee des Rechtsstaats beinhaltet nach Stein ein „System von Rechtsgrundsätzen und Rechtsmitteln, durch welche die Regierung zur Innehaltung des gesetzlichen Rechts in ihren Verordnungen und concreten Thätigkeiten gezwungen werden soll. Ein solcher Begriff war für England durchaus überflüssig, da die Thatsache seines öffentlichen Rechts ohnehin jene Forderung erfüllte; für Frankreich ebenfalls, weil hier neben dem Begriff des Gesetzes die Grundsätze der Verantwortlichkeit und des Verfahrens sehr klar ausgesprochen waren, […]. Allein für Deutschland, das ein halbes Jahrhundert hindurch keine Verfassung, keinen festen Begriff des Gesetzes, und also auch keinen Begriff der Regierung hatte, mußte man die Begränzung“ – N. B.: nicht Konstituierung – „der letzteren [das heißt: Begrenzung der Regierung] in das Gebiet der Theorie“ – d. h. außerhalb der geschriebenen Gesetze – „verlegen, da man sie in dem der Gesetzgebung vergeblich suchte.“
Die Regierung wurde also nicht parlamentarisch konstituiert; sie wurde auch nicht in ihrer Macht durch parlamentarische Gesetze, sondern durch Konstruktionen der Rechtstheoretiker begrenzt, so Steins Beschreibung des Rechtsstaats.
In der neueren wissenschaftlichen Diskussion gibt es vereinzelte Versuche diese klassische Unterscheidung zwischen der deutschen Rechtsstaatskonzeption einerseits und andererseits der französischen des État légal und der angelsächsischen der rule of law in Frage zu stellen. So sieht MacCormick Rechtsstaat und rule of law als Ausdruck des „gleichen Ideal[s]“.
Im Anschluss an MacCormick sowie unter Hinweis auf Sommermann und Buchwald vertritt Schulze-Fielitz die These, dass angelsächsische rule of law und deutscher Rechtsstaat „mittlerweile […] weithin deckungsgleich“ geworden seien, was impliziert, dass dem nicht immer so war („mittlerweile“).
Im Kontext eines betont formellen Rechtsstaatsverständnisses – schon MacCormick verglich seine britische, „doch recht formale“ Konzeption mit der ebenfalls „relativ formalen[en]“ von Hans Kelsen – gelangt Erhard Denninger zu der These, dass Rechtsstaat und rule of law weitgehend ‚gleichsinnig‘ seien und fordert in diesem Sinne eine Öffnung der deutschen für die angelsächsische Diskussion.
Die Formulierung von Schulze-Fielitz ist also eher deskriptiv und lässt im Übrigen offen, welche Seite im mittlerweile vollzogenen Angleichungsprozess die den stärkeren Änderungen unterzogene ist. Die Formulierung von Denninger ist dagegen teilweise programmatisch und verortet den Anpassungsbedarf auf deutscher Seite.
Auch in der neuesten Auflage des Evangelischen Staatslexikons kommen zwei unterschiedliche Sichtweisen zu Wort:
Katharina Gräfin von Schlieffen stellt den Rechtsstaat als deutschen Exportschlager dar: „Bis in das 20. Jh. bleibt der R.[echtsstaat] als Begriff und Institut auf den deutschen Sprachraum beschränkt. Jedoch bewährt sich der Begriff seit einem halben Jh. in anderen Ländern und in internationalen Beziehungen, so dass der R.[echtsstaat] aus heutiger Sicht nicht mehr als ‚deutscher Sonderweg‘ bezeichnet werden kann.“
Wolfgang Lienemann erinnert dagegen an die traditionellen Unterschiede zwischen der angelsächsischen rule of law und dem hegemonial „materiellen“ deutschen Rechtsstaatsverständnis: „Ob man den R[echtsstaat] eher i[m] S[inne] d[es] (formalen) angelsächsische Prinzips der ‚rule of law‘ versteht und einer Form des Rechtspositivismus anhängt (Kelsen) oder eher für eine (minimale) sittliche Rechtfertigungsbedürftigkeit des Rechts (Dreier) argumentiert, hängt von der Extension des jeweiligen Rechtsbegriffs und (auch) von der historisch-kulturellen Einbettung des Rechtssystems im Leben einer politischen Gesellschaft ab.“
Unabhängig davon, ob das Folgende nun ein deutsches Spezifikum darstellt oder nicht, besteht jedenfalls weitgehende Einigkeit darin, dass das deutsche Rechtsstaatskonzept durch die starke Stellung der Gerichte gekennzeichnet ist; sie sind es, die das eingangs angesprochene Idealrecht gegebenenfalls auch ohne gesetzliche Grundlage implementieren:

„Richterliche Tätigkeit besteht nicht nur im Erkennen und Aussprechen von Entscheidungen des Gesetzgebers. Die Aufgabe der Rechtsprechung kann es insbesondere erfordern, Wertvorstellungen, die […] in den Texten der geschriebenen Gesetze nicht oder nur unvollkommen zum Ausdruck gelangt sind, in einem Akt bewertenden Erkennens, dem auch willenhafte Elemente nicht fehlen, ans Licht zu bringen“

In diesem Sinne ist der deutsche Rechtsstaat zunächst ein Staat der Verwaltungsgerichte und dann auch der Verfassungsgerichte.
Auch Autoren, die es im Übrigen ablehnen, scharf zwischen westlichem Parlamentarismus und deutschem Rechtsstaat zu unterscheiden, sondern vielmehr von der Existenz einer großen, alten und in sich differenzierten Familie von Rechtsstaaten sprechen, erwähnen als Besonderheit des deutschen Rechtsstaatskonzeptes seine weitgehende politische Zahnlosigkeit im Verhältnis zum feudal-monarchischen Ancien Régime und in Bezug auf eine Demokratisierung des politischen Systems.
Michael Stolleis schreibt: Die „politische Mitwirkung des Dritten Standes“ als Element des „politische[n] Programm[s]“, das sich in der Formel vom „Rechtsstaat“ ausdrückte, sei „in Deutschland ungleich schwächer ausgebildet [gewesen] als in Frankreich oder England.“
Nach Denninger nimmt die „Entwicklung des Rechtsstaatsgedankens“ (den er aber dennoch auch mit westlichen und antiken Autoren in Verbindung bringt) „im Unterschied zur etwa vergleichbaren angelsächsischen rule of law eine charakteristische Richtung: Während in England die individuellen Freiheitsrechte des Bürgers stets in enger Verbindung zu einem freiheitlich funktionierenden Prozeß politisch-rechtlicher Willensbildung, zum Wechselspiel der Parlamentsherrschaft gesehen wurden, während auch in Frankreich mit der Revolution die politische Selbstorganisation der Nation […] gelungen war, treten in Deutschland […] die unpolitischen […] Komponenten in der Hauptforderung des Liberalismus: Rechtsstaat, in den Vordergrund.“ (Hervorhebung im Original)

### Rechtsstaat und Positivismus

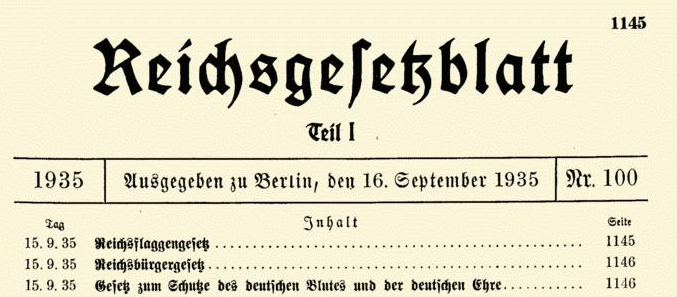
Die Nürnberger Gesetze – ein Argument für juristischen Antipositivismus und/oder für illegalen Widerstand?

Eine vielfach vertretene, aber umstrittene These geht davon aus, dass die Begrenzung der Staatsgewalt durch das Rechtsstaatsprinzip sich ursprünglich in der formellen Betrachtung des Rechtsstaats erschöpft habe. Im Gegensatz zum Naturrecht könne allein positives Recht Maßstab für die Rechtsbindung der Staatsgewalt sein. Ausreichend sei, dass ein positiv formuliertes Gesetz die staatliche Maßnahme vorsieht. Diese Betrachtung habe zwar die Rechtssicherheit, die vor allem in der Vorhersehbarkeit staatlichen Handelns liege (und die nach wie vor wichtig sei), gewährleistet, habe aber durch ihre Beschränkung auf die Form nicht verhindern können, dass selbst das größte moralische Unrecht noch in Gesetzesform gegossen wurde. Von dieser Ausgangslage ausgehend, hätten die Nationalsozialisten ab 1933 in Deutschland eine gesetzliche Grundlage in Form der Nürnberger Gesetze und vieler weiterer Einzelregelungen geschaffen, um so ihre Ziele bis hin zum Völkermord auf eine formaljuristische Grundlage stellen zu können.
Nach Auffassung beispielsweise Michael Sachs’ habe die Rechtswissenschaft ab 1945 zur Verhinderung weiteren Missbrauchs im Rahmen des Rechtspositivismus, den materiellen Rechtsstaatsbegriff auf der Grundlage des Naturrechts und der Menschenrechte entwickelt. Als wichtigster rechtsphilosophischer Ansatz dieser Korrektur gilt die Radbruchsche Formel:

Gustav Radbruch: Ungesetzliches Recht muss über gesetzlichem Unrecht stehen
„… es sei denn, daß …“ (siehe den nebenstehenden vollständigen Text)

„Der Konflikt zwischen der Gerechtigkeit und der Rechtssicherheit dürfte dahin zu lösen sein, dass das positive, durch Satzung und Macht gesicherte Recht auch dann den Vorrang hat, wenn es inhaltlich ungerecht und unzweckmäßig ist, es sei denn, daß der Widerspruch des positiven Gesetzes zur Gerechtigkeit ein so unerträgliches Maß erreicht, daß das Gesetz als ‚unrichtiges Recht‘ der Gerechtigkeit zu weichen hat. [...] [W]o Gerechtigkeit nicht einmal erstrebt wird, wo die Gleichheit, die den Kern der Gerechtigkeit ausmacht, bei der Setzung positiven Rechts bewußt verleugnet wurde, da ist das Gesetz nicht etwa nur ‚unrichtiges‘ Recht, vielmehr entbehrt es überhaupt der Rechtsnatur. Denn man kann Recht, auch positives Recht, gar nicht anders definieren als eine Ordnung und Satzung, die ihrem Sinne nach bestimmt ist, der Gerechtigkeit zu dienen.“

Die Gegenauffassung verweist auf das bereits im 19. Jahrhundert in Deutschland vielfach vertretene idealistische Rechtsverständnis und die späte Parlamentarisierung des politischen Systems im Land. Hervorgehoben wird, dass während der Weimarer Republik der parlamentarische Gesetzgeber gerade im Namen eines anti-positivistischen Rechtsverständnisses angegriffen worden sei, während das idealistische Rechtsverständnis gegenüber den Gesetzgebungsinstanzen des Deutschen Kaiserreichs kaum praktisch in Anschlag gebracht wurde, sondern gleichsam im Hintergrund oder ‚virtuell‘ blieb. Des Weiteren wird die (formelle) Legalität der nationalsozialistischen Machtübernahme und somit die Mitverantwortung des Positivismus für selbige bestritten. Vielmehr wird die These vertreten, in Deutschland sei von der Kontinuität eines hegemonial anti-positivistischen Rechtsverständnisses vor, während und nach der Herrschaft des Nationalsozialismus auszugehen. Walter Pauly gibt an, dass Gesetzgebung und Gesetzmäßigkeit keinesfalls vorrangige Handlungs- und Legitimationsformen des Nationalsozialismus gewesen seien. Die industrielle Ermordung von Millionen Juden entbehrte insoweit auch im Nationalsozialismus einer gesetzlichen Grundlage. Radbruchs Basisbegriffe von „Gleichheit“ und „Gerechtigkeit“ böten keinen soliden Unterbau für die Beurteilbarkeit von Recht und Nicht-Recht, zumal deren konzeptionelle Einführung nicht weniger umstritten sei als die Rechts- und Rechtsstaatskonzepte. So liege im Übergang von substantialistischen, antiken zu modernen, prozeduralen Gerechtigkeitskonzeptionen eine Demokratisierung der Definition von Gerechtigkeit; und es seien gerade die Nazis gewesen, die sich statt auf ‚bloß formelle‘, juristische Gleichheit auf substantialistische Artgleichheit berufen hätten. Schließlich stelle der Satz, „Es sollte ausreichen, daß eine staatliche Maßnahme in einem Gesetz vorgesehen ist.“, die positivistische Position auch nur insofern korrekt dar, als es die juristische Beurteilung von Legalität oder Illegalität einer Handlung o. ä. betreffe. Davon sei aber die politische Beurteilung der fraglichen Handlung und auch die Frage, ob im jeweiligen Fall legal gehandelt werden solle oder vielmehr illegaler Widerstand zu leisten sei, zu unterscheiden. Die Identifizierung von juristischer Erkenntnis, politischer Beurteilung und praktischer Handlung sei eine von den Antipositivisten erst von außen an den Positivismus herangetragene, aber keine Grundlage für eine Kritik der tatsächlichen Position des Letzteren.

### Geschichtliche Entwicklungsetappen

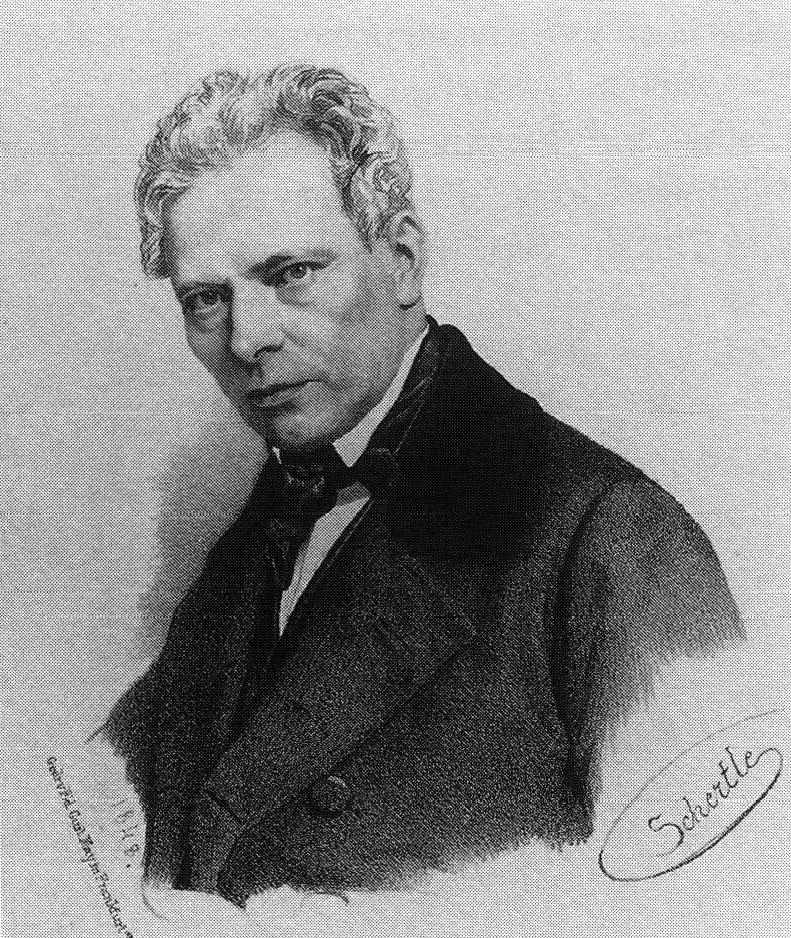
Carl Theodor Welcker sorgte sich, dass „Einzelne dem Despotischen Willen der Mehrzahl, z. B. die Reichen den Armen u.s.w. unterliegen“ könnten und zog deshalb den Rechtsstaat dem „Pöbeldespotismus“ vor.

Der neuzeitliche Begriff des Rechtsstaates ist Ende des 18. Jahrhunderts aufgekommen. Die Bedeutung des Wortes stabilisierte sich – nach der dargestellten Verwendungsweise bei Placidus und Müller – als Gegenbegriff zu „Despotie“ und „Theokratie“, aber nicht als Gegenbegriff zu „Monarchie“ und „Aristokratie“ –, und die Abgrenzung von der „Despotie“ schloss die Abgrenzung vom „Pöbeldespotismus“, d. h. von der Demokratie, ein.

### Erste Entwicklungsetappe Rechtsstaat vs. „Polizeystaat“
Ein weiterer Begriff, der als Gegenbegriff die Bedeutung von „Rechtsstaat“ mitprägte, war der des „Polizeystaates“. Dabei muss berücksichtigt werden, dass der damalige Polizey-Begriff viel umfassender war als der heutige Polizeibegriff. Wovon der Rechtsstaat damals abgegrenzt wurde, war nicht die Repressivfunktion, die für den heutigen Polizei-Begriff charakteristisch ist, sondern der umfassende, die Gesellschaft gestaltende Anspruch der damaligen „guten Polizey“.
Eine Kritik der Repressivfunktion der Polizei beinhaltete der Rechtsstaatsbegriff zunächst nicht oder allenfalls am Rande. Vielmehr zielte er auf eine Reduktion des umfassenden Polizey-Begriffs und bekräftigte sogar dessen repressive Aspekte.

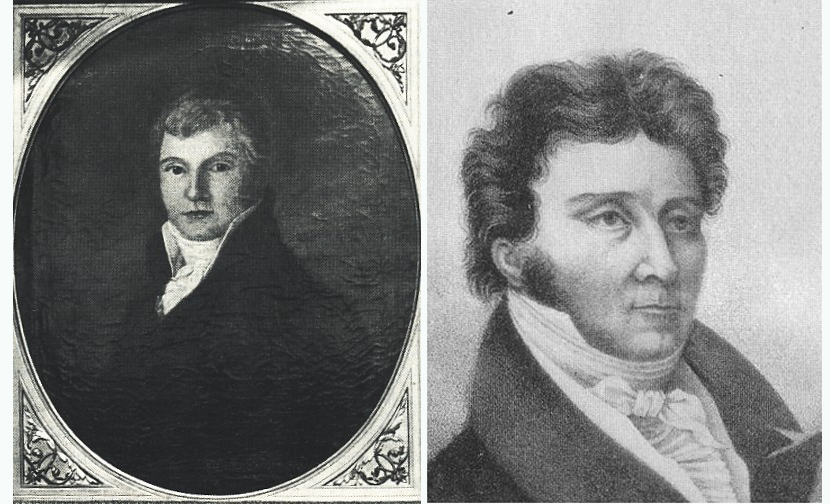
Johann Christoph von Aretin und Karl von Rotteck plädierten in ihrem Handbuch für Geschäftsmänner, studierende Jünglinge, und gebildete Bürger im Interesse der „möglichste[n] Freiheit und Sicherheit aller Mitglieder der bürgerlichen Gesellschaft“ für den Rechtsstaat.

Ein „Rechtsstaat“ ist in seiner liberalsten – d. h. am wenigsten von den spezifischen Verhältnissen im „Deutschland“ des 19. Jahrhunderts geprägten – Bedeutung schlicht ein moderner, d. h. mit Gewaltmonopol ausgestatteter Staat, wie er durch die westlichen Gesellschaftsvertragstheorien gerechtfertigt wird. Der „Staatsbegriff […] in seiner Vollendung [ist] ja nicht Anderes […] als der Rechtsstaat“. Die Menschen verzichten durch den Gesellschaftsvertrag, mit dem sie sich gegenseitig als freie und gleiche Vertragspartner (später auch: -innen) anerkennen, auf ihr „Naturrecht auf alles“, beschränken sich fernerhin auf konkret gesetzlich festgelegte Rechte und schaffen den Staat, der die Einhaltung des Gesellschaftsvertrages gegen Rechts- bzw. Vertragsbrecher durchsetzt. In dieser Weise war für Johann Aretin und Karl von Rotteck „Rechtsstaat“ derjenige Staat, „in welchem nach dem vernünftigen Gesammtwillen regiert, und nur das allgemeine Beste bezweckt wird.“ Der entscheidende Punkt dabei sei, dass das „allgemeine Beste“ „die möglichste Freiheit und Sicherheit aller Mitglieder der bürgerlichen Gesellschaft“ sei. Unter Bezugnahme auf Hugo Grotius stellt Robert von Mohl im Kapitel „Ursprung; erste wissenschaftliche Begründung“ seines Werks Die Geschichte und Literatur der Staatswissenschaften die „Idee des Rechtsstaates“ in gleicher Weise dar: „Zunächst zeigt er (Grotius), dass der Mensch nach Offenbarung und Geschichte das Bedürfnis eines vernünftigen, d. h. friedlich geordneten, Zusammenlebens mit Anderen habe, und entwickelte dann die Regeln dieses Zusammenlebens der Einzelnen auf der Grundlage der gegenseitigen Rechtsachtung. Hieraus ging auch die allgemeine Begründung des Staates hervor. Eine Macht und Ordnung zur Aufrechterhaltung des friedlichen Zusammenlebens der zu einem Volk Gehörigen, lehrte er, sei unentbehrlich; […].“ Der „Vertrag freier Menschen“ sei „nicht nur die Form der Entstehung des Staates, sondern zu gleicher Zeit auch die rechtliche Begründung desselben und seiner Gewalt.“
Mohl selbst war allerdings mit dieser anti-polizeystaatlichen Stoßrichtung des Rechtsstaatsbegriffs nicht einverstanden: „Rechtssicherheit für den Einzelnen“ sei eine „allzu enge Zweckbestimmung des Staates“. Mohl lobte demgegenüber Johann Friedrich Herbart, der „dem Staate nicht nur ein[en], den wirklichen menschlichen Verhältnissen und Bedürfnissen entsprechendere[n] Umfang gegeben; sondern auch überhaupt das negative Wesen des Kant’schen Staatswesens beseitigt“ habe. Der Rechtsstaat habe nicht nur Rechtsschutz als Aufgabe, sondern die Aufgabe, zwei Hindernisse aus dem Weg zu räumen, die dem einzelnen bei der „möglichst allseitigen Ausbildung seiner Naturkräfte und folglich de[m] Erwerb und Genuß der dazu dienlichen Mittel“ im Weg stehen können: nämlich „den unrechtlichen Willen anderer Menschen und die Übermacht äußerer Hindernisse. Beiderlei Hindernisse muß der Staat entfernen“. Die erste Funktion nennt Mohl „Justiz“ und die zweite Funktion – für den heutigen Sprachgebrauch etwas überraschend, aber an den älteren, weiteren absolutistisch-wohlfahrtsstaatlichen Polizey-Begriff anknüpfend – „Polizei“. Mohl kommt, da „Recht nur die Hälfte der Tätigkeit dieser Staatsgattung ist“, zu dem Ergebnis: „man müßte ihn [den Rechtsstaat] eigentlich ‚Rechts- und Polizeistaat‘ nennen“, spricht aber im Übrigen – da dies der „gebrauchtere“ (d. h. üblichere) Begriff ist – auch seinerseits nur von „Rechtsstaat“, um beide Funktionen abzudecken.

### Zweite Etappe: Zuspitzung des Rechtsstaatskonzeptes auf die Forderung nach einer gerichtlichen Verwaltungskontrolle

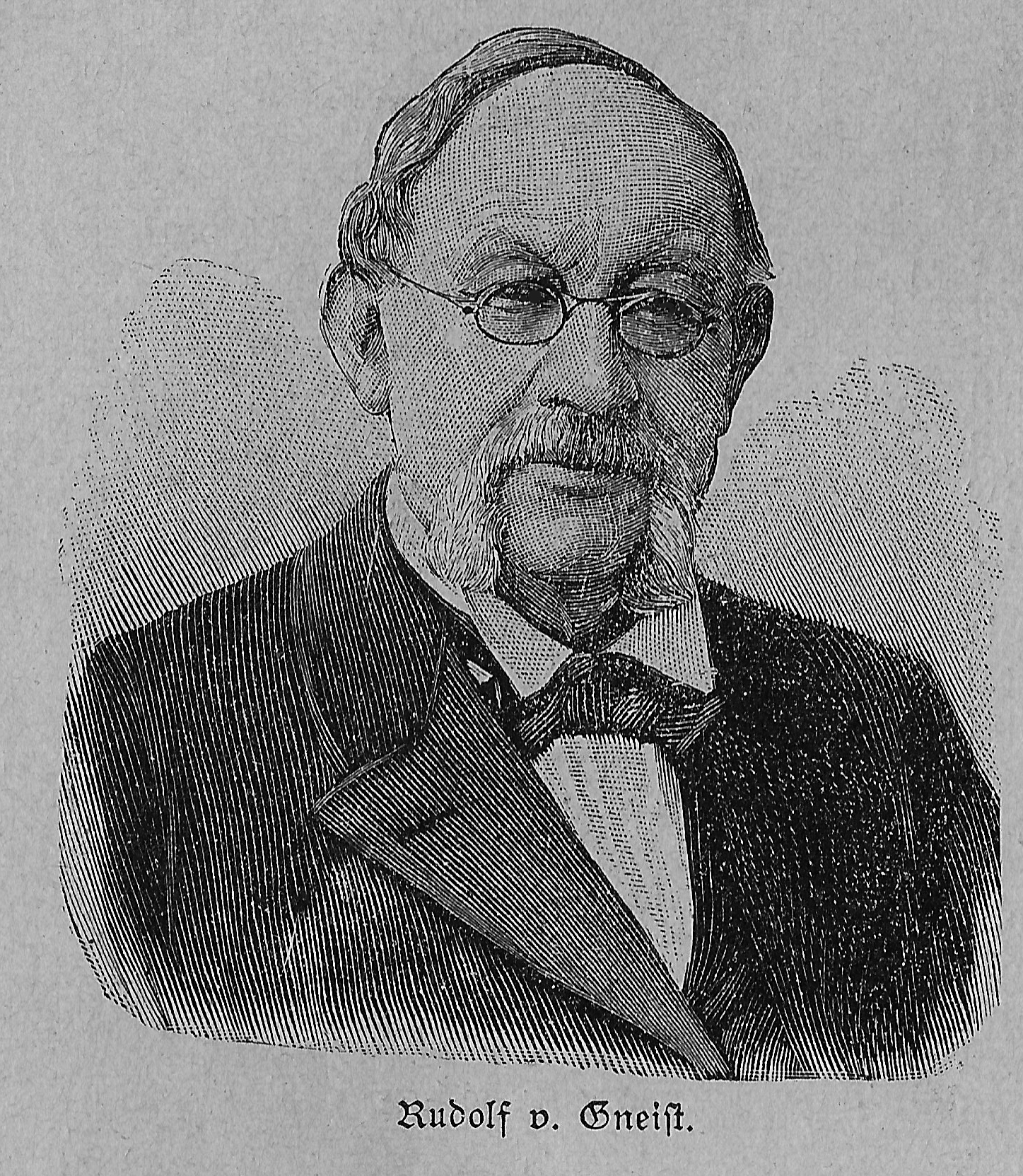
Rudolf von Gneist – der nationalliberale Politiker und Professor setzte sich für die Schaffung von Verwaltungsgerichten ein.

In einer zweiten Etappe, nachdem in den meisten deutschen Kleinstaaten und ab 1848 auch in Preußen konstitutionell-monarchische Verhältnisse geschaffen worden waren, wurde das Rechtsstaatskonzept auf die Forderung nach einer gerichtlichen Kontrolle der Verwaltung zugespitzt. Jedenfalls für diese Phase ist (noch) nicht von Formalisierung des Rechtsstaatskonzepts (zur diesbzgl. Forschungskontroverse siehe den folgenden Abschnitt) zu sprechen, sondern von einer Institutionalisierung des Rechtsstaatskonzeptes – eben in Form der Verwaltungsgerichte. Charakteristische Schriften dieser Zeit sind: Der Rechtsstaat – eine publicistische Skizze von Otto Bähr aus dem Jahr 1864 sowie Der Rechtsstaat von Rudolf Gneist aus dem Jahre 1872 (zweite Auflage unter dem Titel Der Rechtsstaat und die Verwaltungsgerichte 1879).
Die – weitgehend bloß terminologische – Differenz der beiden nationalliberalen Autoren sollte nicht überbewertet werden, waren sich doch beide im Sinne der 1848er Forderung einig, dass die verwaltungsinterne „Verwaltungsrechtspflege“ durch eine gerichtliche Kontrolle ersetzt werden sollte. Dabei präferierte Bähr eine Übertragung der Kontrolle an die bereits bestehende ordentliche Gerichtsbarkeit (womit er sich wohl an der Bestimmung in § 35 II der landständischen 1831er Verfassung seines kurhessischen Heimatstaates orientierte), während Gneist kompromissweise vorschlug, eine gesonderte Verwaltungsgerichtsbarkeit zu schaffen. „[…] die heutige Verwaltungsgerichtsbarkeit [vereint] Elemente von Bährs und G.s Vorschlägen, kombiniert mit dem dritten Typus, dem süddt. Modell des Verwaltungsrechtsschutzes.“
Von einer Formalisierung des Rechtsstaatskonzeptes ist hier aus zweierlei Gründen nicht zu sprechen:
Erstens (und v. a. im Vergleich mit England, wo Parlament und Gerichte gegen die Krone verbündet waren, und Frankreich, wo lange Zeit die parlamentarische (soweit vorhanden) der gerichtlichen Exekutivekontrolle vorgezogen wurde, wichtig), weil der Verwaltungsrechtsweg hier nicht das individuelle, den einzelnen Bürgern offenstehende Korrelat zur ‚kollektiven‘ parlamentarischen Regierungsbildung und -kontrolle, sondern deren Substitut ist. So bestimmte die – nie wirksam gewordene – Verfassung von 1849 in § 182 zwar: „Die Verwaltungsrechtspflege hört auf; über alle Rechtsverletzungen entscheiden die Gerichte.“ Aber eine parlamentarische Regierungsbildung war nicht vorgesehen (§ 72 II), sondern allein eine Ministeranklage vor dem Reichsgericht (§ 126 lit. i), und die vom Kaiser zu ernennende Regierung sollte ein Vetorecht (§ 102) gegen Gesetzesbeschlüsse des aus zwei Kammern bestehenden Reichstags haben – und ähnlich verhielt es, als am Ende des 19. Jahrhunderts dann tatsächlich Verwaltungsgerichte in den deutschen Bundesstaaten eingeführt wurden.
Und zweitens und wichtiger, weil diese Verwaltungsgerichte nicht etwa nur Gesetzesanwendungs- und -durchsetzungsinstanzen, sondern Rechtsschöpfungsinstanzen wurden: „Die damals in den Ländern errichteten Oberverwaltungsgerichte (Verwaltungsgerichtshöfe), vorab das Preußische Oberverwaltungsgericht, etablierten sich […] neben dem Gesetzgeber und der Wissenschaft als wichtigste Kraft für die Fortbildung des Verwaltungsrechts. Das von Anfang an geplante Reichsverwaltungsgericht kam zwar im 19. Jahrhundert nicht mehr zustande, aber dies hinderte die Rechtsprechung nicht, fallweise voranschreitend allgemeinere, landerübergreifende Sätze zu entwickeln, die sich allmählich zu einem ‚Allgemeinen Teil‘ zusammenfügten.“

### Forschungskontroverse: Gab es eine Etappe der Formalisierung des Rechtsstaatskonzeptes?
Soweit in der herrschenden Lehre von der Geschichte des Rechtsstaats nicht die Auffassung vertreten wird, dieser sei ursprünglich im formellen Sinne verstanden worden, wird im Rahmen der herrschenden Lehre die Ansicht vertreten, auf ein – wünschenswertes – materielles Rechtsstaatsverständnis in der ersten Hälfte des 19. Jahrhunderts sei in der zweiten Hälfte ein – negativ zu beurteilendes – formelles gefolgt. Verantwortlich gemacht wird dafür insbesondere Julius Stahl. Das diesbezüglich immer wieder angeführte Referenzzitat lautet:

„Der Staat soll Rechtsstaat seyn, das ist die Losung, und ist auch in Wahrheit der Entwicklungstrieb der neueren Zeit. Er soll die Bahnen und Grenzen seiner Wirksamkeit wie die freie Sphäre seiner Bürger in der Weise des Rechts genau bestimmen und unverbrüchlich sichern und soll die sittlichen Ideen von Staatswegen, also direkt, nicht weiter verwirklichen (erzwingen), als es der Rechtssphäre angehört, d.i. nur bis zur notwendigsten Umzäunung. Dies ist der Begriff des Rechtsstaates, nicht etwa, daß der Staat bloß die Rechtsordnung handhabe ohne administrative Zwecke, oder vollends bloß die Rechte der einzelnen schütze, er bedeutet überhaupt nicht Ziel und Inhalt des Staates, sondern nur Art und Charakter, dieselben zu verwirklichen.“

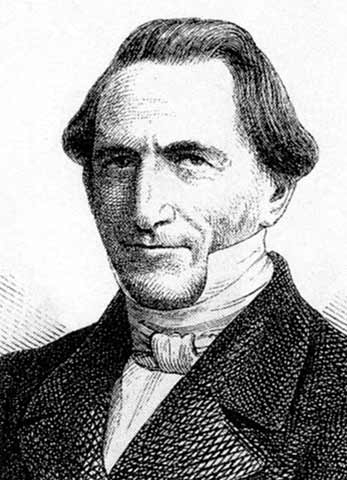
Friedrich Julius Stahl (1860) gilt den meisten Rechtswissenschaftlern als derjenige, der mit seiner Rechts- und Staatslehre auf der Grundlage christlicher Weltanschauung stark zur Formalisierung des Rechtsstaatsverständnisse beitrug.

Von der herrschenden Meinung wird dieses Zitat im Sinne eines formellen Rechtsstaatverständnisses interpretiert und kritisiert. Der Rechtsstaat sei dadurch zu einem „Gesetzesstaat“ geworden. Für diesen ist in diesem Sinne charakteristisch, dass durch die Herrschaft der Gesetze, allgemeiner und bestimmter Rechtssätze, erreicht werden soll, dass das staatliche Handeln vorhersehbar, berechenbar und durch unabhängige Gerichte kontrollierbar sei. Dies wird – gemessen an einem substantiellen Begriff von Gerechtigkeit – als unzureichend angesehen.
Eine Minderheit unter den Rechtsstaatshistorikern und Rechtstheoretikern widerspricht dieser Auffassung in doppelter Hinsicht: Weder teilen sie die implizit negative Wertung der formellen Konzeption des Gesetzesstaates, noch sind sie der Ansicht, dass Julius Stahl ein Vertreter dieser Konzeption gewesen sei.
In Wertungshinsicht macht die Mindermeinung geltend, dass zwar auch gesetzesstaatliche Verhältnisse keine demokratischen Verhältnisse garantieren, dass die Verbindung von Gesetzesstaat und Demokratie aber immerhin möglich ist, während eine materielle Rechtsstaatskonzeption von vornherein bedeute, dem demokratischen (sei es parlamentarischen, plebiszitären oder rätedemokratischen) Gesetzgeber eine Elite aus Richtern und/oder Rechtsphilosophen überzuordnen.
Hinsichtlich der Interpretation des Stahl-Zitates argumentiert die Mindermeinung, dass Stahl den Rechtsstaat dem „Volksstaate (Rousseau, Robespierre), […], in welchem das Volk die vollständige und positive politische Tugend von Staatswegen jedem Bürger zumuthet und seiner eigenen sittlichen Würdigung gegenüber keine rechtliche Schranke anerkennt“, entgegensetzte. Stahl habe keine formelle Rechts(staats)konzeption vertreten, sondern dem (insbesondere dem potentiell demokratischen) Gesetzgeber mit Anspruch auf rechtliche Verbindlichkeit eine sittliche Schranke übergeordnet. Die Bürger dürften keine ‚unsittlichen‘ Gesetze beschließen und folglich auch nicht selbst definieren, was sittlich und was unsittlich ist. Dies sei keine formelle, sondern eine materielle Rechtsstaatskonzeption.

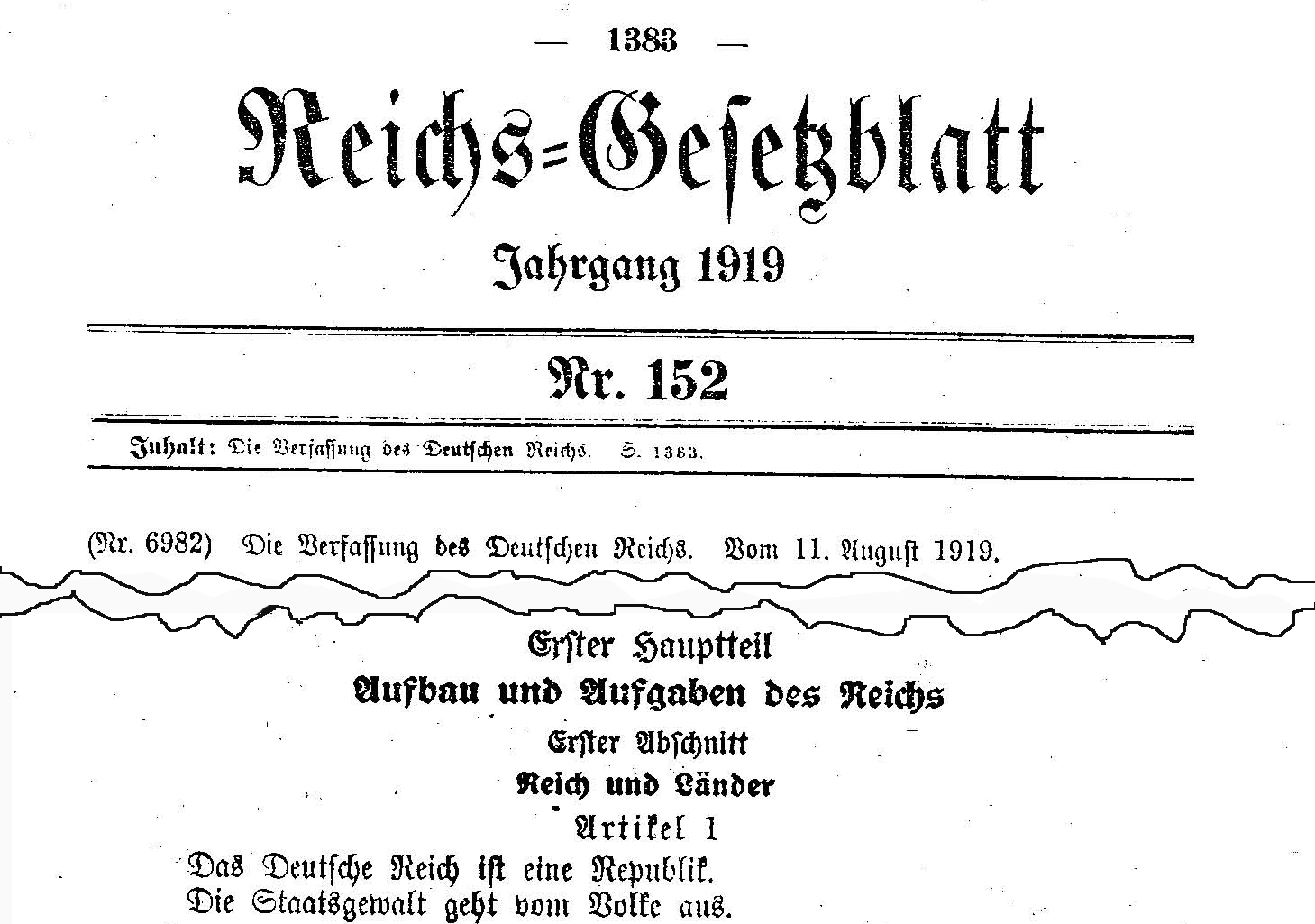
Die Weimarer Reichsverfassung von 1919 – bekam der Rechtsstaat die Chance, demokratisch zu werden?

Das von der Mindermeinung beanspruchte demokratische Potential einer formellen Rechtsstaatskonzeption hätte in Deutschland – wenn auch weiterhin mit Einschränkungen – erstmals unter Geltung der Weimarer Reichsverfassung realisiert werden können, die die Republik einführte, die Regierungsbildung vom parlamentarischen Vertrauen abhängig machte und die Rolle des Reichstags im Gesetzgebungsprozess stärkte. In der juristischen Lehre wurde diese Verfassungskonzeption am ehesten von Gerhard Anschütz und Richard Thoma sowie dem Österreicher Hans Kelsen, der vor dem Machtantritt des NS kurze Zeit in Köln lehrte, ernst genommen.
Die Gegenposition wurde prominent u. a. von dem bereits mehrfach erwähnten Carl Schmitt vertreten, dem seinerzeit sehr angesehenen Staatsrechtler, der die dem parlamentarischen Gesetzgeber durch die Weimarer Verfassung gegebenen Kompetenzen im Namen des „bürgerlichen Rechtsstaat[s]“ als beschränkt ansah. Schmitt ist vor allem durch seine spätere Aussage „Der Führer schafft das Recht“ verrufen. Diese Aussage entsprach zwischen 1933 und 1945 der Praxis im nationalsozialistischen Deutschen Reich, denn nach dem Ermächtigungsgesetz vom 24. März 1933 hatte die NS-Regierung die volle Kompetenz, Gesetze direkt zu erlassen, und der Begriff Rechtsstaat war in dieser Zeit völlig obsolet geworden. Aber der Staat selbst wurde nicht zu einem Polizeistaat im Sinne des 19. Jahrhunderts deformiert, sondern es bildete sich ein „Staat im Staate“, der SS-Staat (siehe das gleichnamige Buch von Eugen Kogon), der nur dem „Führer“ selbst verantwortlich war.
Schmitt schrieb vorher u. a., nach der Novemberrevolution sei eine rechtlich verbindliche „fundamentale Entscheidung […] für den bürgerlichen Rechtsstaat […] erfolgt“, für „den bisherigen sozialen status quo, d. h. für die Beibehaltung der bürgerlichen Gesellschaftsordnung“.

## Geschichte der Rechtsstaatlichkeit
Wegbereitend wurde Rechtsstaatlichkeit als ein Government of Laws in England gefordert. In der Forderung artikulierte sich ein Streben nach einer staatlichen Ordnung, die Antwort sein sollte auf die aus den politischen Wirren des 17. Jahrhunderts gezogenen Erkenntnisse. Auch war es England, wo sich schrittweise individuelle Freiheitsrechte herausbildeten. In der Zeit dieser Wirren hatten sich in Konflikten mit der Königsgewalt Gedanken dahin verdichtet, dass zukünftig ein allgemeiner Schutz vor willkürlich obrigkeitlichen Verhaftungen besteht und insbesondere Freiheitsrechte gewährt werden. Der Grundsatz der Gewaltenteilung wurde zügig formuliert und durchgesetzt.
Auf dem Kontinent kamen ähnlich lautende Forderungen im 18. Jahrhundert auf. Gerichtet waren sie gegen die umfassenden Herrschaftsansprüche des absolutistischen Polizeistaates. Die Französische Revolution steht dabei als Inkarnation des Freiheits- und Gleichheitsrechtsstrebens für alle Bürger. Bis dahin war das Gesellschaftsbild – zwar unterschiedlich geschichtet – aber ständisch geprägt und der Monarch gerierte sich als alleiniger Inhaber staatlicher Gewalt; an von ihm gesetztes Recht waren alle, nur nicht er selbst gebunden. Motiviert war das Aufbegehren gegen diese Herrschaftsform zumeist aus einem religiös-weltanschaulichen Kontext heraus. Mit dem Aufkommen der Aufklärung und der mit ihr verbundenen Ablösung der weltlichen Politik von den religiösen Vorstellungen war die Frage der Rechtsstaatlichkeit im Keim bereits angelegt und begehrte kurz vor der Jahrhundertwende gegen den Absolutismus (L’État, c’est moi) auf.
Dass (auch) staatliches Handeln „nach einem allgemeinen Gesetze“ zu geschehen habe, war eine Folgerung aus Immanuel Kants Begriff des Rechts als vernünftiger Ordnung eines Zusammenlebens in Freiheit. Im 19. Jahrhundert lenkten Jeremy Bentham und andere die Aufmerksamkeit auf die Funktion des Rechts, Sicherheit zu gewährleisten. Andere setzten sich mit der Forderung nach einer gerichtlichen Kontrolle der Staatsgewalt ein, die für eine Wiederherstellung des Rechts dann sorge, so dieses verletzt sein würde. Letztlich entwickelte sich der Begriff des Rechtsstaats aus diesen Überlegungen heraus als Gegenbegriff zum abzulösenden Polizeistaat, im Wesentlichen wurde er nun als Verfassungsstaat verstanden. Hervorgehobene Ziele sind seither die Mäßigung der Staatsgewalt, die Gewährleistung von Grund- und Menschenrechten, das Selbstbestimmungsrecht und das Recht eines jeden, gerichtlichen Schutz in Anspruch nehmen zu können. Auch das Recht auf kommunale Selbstverwaltung, politische Dezentralisation und der Föderalismus sind, zumal in Verbindung mit dem Prinzip der Subsidiarität, bedeutende Elemente dieses Rechtsverständnisses. Bereits in der späten Mitte des 19. Jahrhunderts war in den meisten Ländern eine Verwaltungsgerichtsbarkeit aufgebaut und Staats- wie Verwaltungsrecht wurde an Universitäten gelehrt. Kennzeichen des Rechtsstaats war insofern die „Formalisierung, die Zuordnung der verwaltungstätigkeit zu kalkulierbaren Rechtsformen“.
Nach Einschätzung des Politikwissenschaftlers Maximilian Pichl wird der Begriff des Rechtsstaats zunehmend als Synonym für Sicherheit oder das staatliche Gewaltmonopol verwendet. Nach Auffassung von Kritikern werde damit jedoch sein Gehalt in sein Gegenteil verkehrt. „Rechtsstaat“ meine dann nicht mehr Schutz vor exekutiver Gewalt, sondern Stärkung der Staatsgewalt gegenüber seinen Bürgern.
Eine wichtige Frage ist, ob bloße formale Legalität (d. h. positive Rechtsetzung ohne Rücksicht auf Gerechtigkeit) zur Begründung der Rechtsgeltung genügt oder ob zu dieser auch Gerechtigkeit beziehungsweise („ethische“) Legitimität erforderlich sind. Kurz, Rechtsstaat ist nur ein Staat, in dem nicht Willkür, sondern Recht und Gerechtigkeit herrschen: mit einer Rechtsordnung, die für alle gleich ist und in der die Staatsorgane einschließlich des Gesetzgebers an das förmliche Recht und an materielle Gerechtigkeit gebunden sind. Eine weitere Frage betrifft die Vereinbarkeit von liberaler Rechtsstaatlichkeit und Sozialstaatlichkeit samt deren Staatsaufgaben.

## Formelle und materielle Rechtsstaatlichkeit
Die Unterscheidung zwischen materiellem und formellem Rechtsstaat knüpft an die Unterscheidung zwischen materiellem und formellem Recht an sich an. Materielles Recht regelt in seinen Ordnungen „Sache selbst“, es wird beispielsweise durch das Bürgerliche Gesetzbuch (BGB) oder das Strafgesetzbuch (StGB) repräsentiert. Regelungsmaterie ist die materielle Rechtslage. In Abgrenzung dazu werden als formelles Recht die (gerichtlichen) Verfahrensordnungen bezeichnet, etwa die Zivilprozessordnung (ZPO) oder das Strafprozessrecht (StPO). Formelles Recht regelt den Verfahrenszuschnitt, um dem materiellen Recht zur Anwendung und Auslegung zu verhelfen.
Diese terminologische Anlehnung ist freilich nur so lange gerechtfertigt, wie es sich um den „materiellen Rechtsstaat“ im engeren (eine Berufung auf überpositives Recht ausschließende) Sinne handelt. Denn bei der Unterscheidung zwischen einerseits BGB, StGB etc. und andererseits ZPO, StPO etc. handelt es sich um eine Unterscheidung innerhalb des geschriebenen Rechts. Wird dagegen vom „materiellen Rechtsstaat“ im überpositiven Sinne gesprochen, so handelt es sich bei dieser Verwendung des Wortes „materiell“ nicht mehr um die gleiche Verwendungsweise wie bei der Rede vom materiellen Zivil-, Straf- oder Verwaltungsrecht.
Gleichfalls ein falscher Eindruck entsteht, wenn die juristische Unterscheidung zwischen einem formalen und einem materialen Rechtsstaatsverständnis mit der philosophischen Unterscheidung zwischen Idealismus und Materialismus in Verbindung gebracht wird: „Der deutsche ‚materielle‘ Rechtsstaats-Begriff hat […] nichts mit philosophischem Materialismus, und schon gar nichts mit Historischem Materialismus im Sinne des Marxismus zu tun – auch wenn einige, geisteswissenschaftlich geprägte und in ihrer philosophischen Position idealistische sozialdemokratische Juristen seit Hermann Hellers Prägung des Begriffs des ‚sozialen Rechtsstaats‘ an der weiteren Begriffsentwicklung mitgewirkt haben und dabei eine Zeitlang einige sozialstaatliche Brosamen abfielen. Gegen-Begriff zum ‚materiellen Rechtsstaat‘ ist nicht der ‚ideelle‘ oder ‚idealistische Rechtsstaat‘ (wie dies im Falle einer Begriffsverwendung i.S.v. philosophischem Materialismus der Fall wäre), sondern […] der ‚formelle Rechtsstaat‘.“
Der Rechtsstaatsbegriff des Grundgesetzes ist nicht nur formeller, sondern auch materieller Art. Formelle Rechtsstaatlichkeit bedeutet dabei die Bindung der Staatsgewalt an bestimmte Formen ihrer Ausübung (Art. 20 Abs. 3 GG). Die Staatsgewalt wird im Rahmen gewaltbegrenzender Zuständigkeiten und in kontrollierbaren Verfahren ausgeübt. Materielle Rechtsstaatlichkeit bedeutet dabei die Bindung der Staatsgewalt an überpositives Recht durch Grundrechte und an den Grundsatz des Übermaßverbots, mithin den Verhältnismäßigkeitsgrundsatz.
In ähnlicher Weise wird von einem formalen oder materialen oder auch substantialistischen Rechtsstaatsverständnis gesprochen.
Das Rechtsstaatsprinzip ist ein Verfassungsgrundsatz, der der Konkretisierung je nach den sachlichen Gegebenheiten bedarf. Das gilt für Gesetzgebung, vollziehende Gewalt und Rechtsprechung gleichermaßen.

## Abgrenzung
Verschiedentlich werden „formelle“ und „materielle“ (oder „substantielle“) Rechtsstaatlichkeit einander angenähert, so, wenn gesagt wird: „Als formeller Rechtsstaat gilt ein Staat, der die Gewaltenteilung, die Unabhängigkeit der Gerichte, die Gesetzmäßigkeit der Verwaltung, Rechtsschutz gegen Akte öffentlicher Gewalt und eine öffentlich-rechtliche Entschädigung als unverzichtbare Institute anerkennt: Der Begriff ist historisch bedingt und schon für sich genommen weniger formell als er vorgibt.“
Nach dieser Definition weist schon der formelle Rechtsstaat Elemente auf, die bei Kelsen nicht einmal im Zusammenhang mit dem materiellen Rechtsstaat ausdrücklich erwähnt werden – nämlich „Gewaltenteilung“ und „Entschädigung“ (gemeint ist wohl auch die Staatshaftung).
Ein heute in der Bundesrepublik vielfach vertretener materieller Rechtsstaats-Begriff geht noch weiter: Der Gesetzgeber wird einer „höheren Normenordnung“ unterstellt: „‚Nur‘ formell ist ein Rechtsstaat allerdings, sofern er sich in der Beachtung [der] Formelemente erschöpft und eine inhaltliche Ausrichtung der Gesetzgebung an einer höheren Normenordnung nicht kennt (Gesetzesstaat). Als materieller Rechtsstaat gilt ein Staat, der auch diese inhaltliche Ausrichtung gewährleistet und sie insbesondere durch die Verfassungsbindung der Gesetzgebung und durch die Normierung von Grundrechten sichert.“
Es gibt also unterschiedliche Verständnisse von „materieller Rechtsstaatlichkeit“: Zum einen bedeutet der Ausdruck, dass die Verfassung des jeweiligen Landes inhaltliche Festlegungen trifft (beispielsweise in Form der von Kelsen erwähnten Freiheitsrechte); zum anderen bedeutet der Ausdruck, dass bestimmte Grundsätze inhaltlicher Richtigkeit (welche das im Einzelnen sind, kann umstritten sein) nicht nur den Gesetz-, sondern auch den Verfassungsgeber binden.
Dies letzte ist das vom Bundesverfassungsgericht in ständiger Rechtsprechung vertretene materielle Rechtsstaatsverständnis.
Auf diesem Wege kann „materielle Rechtsstaatlichkeit“ die „formelle Rechtsstaatlichkeit“ ergänzen und erweitern: „Stellt man auf die Rechtsquelle ab, der die einzelne rechtsstaatliche Institution ihre Existenz verdankt, so kann die Aufnahme materiell-rechtlicher, auch den – verfassungsändernden – Gesetzgeber bindenden rechtsstaatlicher Grundsätze in der Verfassung als eine Erweiterung und Ergänzung des formellen Rechtsstaates angesehen werden; die […] Neuschöpfungen des Grundgesetzes (gemeint sind insbesondere die Ewigkeitsklausel des Art. 79 Abs. 3 GG und die Begrenzung des Gesetzesvorbehaltes, unter dem die meisten Grundrechte stehen, durch die Wesensgehaltsgarantie des Art. 19 Abs. 2 GG) gehören dann noch zur formellen Rechtsstaatlichkeit und erst die Rekurse auf überpositive Grundsätze“ zur „materielle[n]“. „Stellt man dagegen nicht auf die Rechtsquelle, sondern auf den Inhalt der in Frage stehenden Institutionen bzw. Normen ab, sind nicht nur die Rückgriffe auf überpositives Recht unter den Begriff der materiellen Rechtsstaatlichkeit zu subsumieren, sondern auch die weiteren materiell-rechtlichen Bindungen, die das Grundgesetz enthält.“
Nach anderer Ansicht ist „der materielle nicht das Gegenteil des formellen Rechtsstaates, sondern ein materielle und formelle Elemente des Rechts vereinigender Staat.“ Diese Begriffsbildung ist aber fragwürdig:
Bildet man einen nur positivrechtlich angereicherten Begriff des „materiellen Rechtsstaats“, der aber keine überpositive Gerechtigkeitskriterien einschließt, dann kommen die Vertreter eines (positivistischen) materiellen Rechtsstaatsverständnisses zum gleichen Ergebnis wie die Vertreter eines (positivistischen) formellen Rechtsstaatsverständnisses, nämlich: Die positive Verfassung ist anzuwenden. Es ist nicht zu erkennen, was ein positivistisch verstandener materieller Rechtsstaat einem formellen begrifflich hinzufügt.
Bildet man dagegen einen Begriff des „materiellen“ Rechtsstaates, der auch überpositive Gerechtigkeitskriterien einschließt, dann wird der (positivistisch zu verstehende) formelle Rechtsstaatsbegriff und das ihm zugeordnete formelle Recht durch ein von ihm abweichendes überpositives Recht nicht „ergänzt“. Vielmehr besteht dann ein Konflikt zwischen dem positiven und dem überpositiven Recht.

## Integrales und summatives Rechtsstaatsverständnis
Das integrale und summative Rechtsstaatsverständnis formuliert zwei gegensätzliche Ansätze zur Interpretation des Grundgesetzes (GG).
Dabei begreifen das Bundesverfassungsgericht und die überwiegende Rechtsliteratur den Rechtsstaat begrifflich integral, was bedeutet, dass sich das Rechtsstaatsprinzip nicht in Einzelbestimmungen wie den Grundrechtsnormen oder Art. 20 Abs. 3 GG erschöpft, sondern über die rechtsphilosophische und rechtspolitische Bedeutung hinausgeht und als „Grundlage für […] im Grundgesetz nicht erwähnte – unbenannte – Einzelgewährleistungen“ heranzuziehen ist.
Begründet wird das Prinzip mit dem Wortlaut der Art. 20 Abs. 3 GG Art. 20 Abs. 2 GG und Art. 28 Abs. 1 GG. Losgelöst vom Wortlaut wird das Prinzip als Teil der „Gesamtkonzeption des Grundgesetzes“ aufgefasst, dessen Geltung auch bei den Beratungen während der Verfassunggebung vorausgesetzt worden sei. Vertreter des integralen Ansatzes sehen das Rechtsstaatsprinzip als subsidiär zu den konkretisierenden Bestimmungen des Grundgesetzes an.
Als summativ wird jenes Rechtsstaatsverständnis bezeichnet, das das Wort „Rechtsstaat“ (als Begriff des geltenden Rechts der Bundesrepublik) ausschließlich als Namen beziehungsweise „Sammelbezeichnung einzelner im Text des Grundgesetzes belegbarer rechtsstaatlicher Gewährleistungen“ ansieht.
Diese Auffassung stützt sich darauf, dass die Bundesrepublik im Grundgesetz nicht ausdrücklich als Rechtsstaat bezeichnet werde. Die Erwähnung der Rechtsstaatlichkeit in Art. 28 GG wird dahingehend interpretiert, dass dort ausschließlich „Grundsätze des […] Rechtsstaats im Sinne dieses Grundgesetzes“ gemeint seien. Außerhalb der in Einzelbestimmungen liegenden Elemente oder Grundsätze des Rechtsstaatsprinzips würden weder den Bundesländern durch Art. 28 GG verbindlich gemacht, noch seien sie für die Bundesebene juristisch relevant.

## Grenzen der Verrechtlichung
Auch für das Bestreben, das staatliche Handeln durch Rechtsnormen kontrollierbar zu machen, ist das rechte Maß zu finden. Schon Revolution und Verfassunggebung zeigen, „dass es unmöglich ist, die ganze staatliche Existenz restlos in rechtliche Normen einzufangen, dass es auch Situationen gibt, in denen politische Gewalten verbindliche Entscheidungen treffen, ohne hierbei selbst an rechtliche Normen gebunden zu sein“.
Doch „auch die alltägliche Staatstätigkeit ist weitgehend nicht bloßer Gesetzesvollzug, sondern Handeln und Entscheiden in normativ vorgegebenen Spielräumen“. „Ein Übermaß an Verrechtlichung verliert sich […] in Banalitäten, bringt eine unzuträgliche Schematisierung von Lebensvorgängen mit sich und bedrängt die Freiheiten der Bürger.“ Dies geschieht insbesondere durch eine fortschreitende Bürokratisierung. Darüber hinaus leidet unter einer Normeninflation sogar die Rechtssicherheit.